# 1e Legerkorps (Verenigd Koninkrijk)
Het 1e Britse Legerkorps was een legerkorps in het Britse leger dat ongeveer tachtig jaar bestaan heeft als actieve formatie. Het was actief van het begin van de Eerste Wereldoorlog tot het einde van de Koude Oorlog. Een voorganger was korte tijd actief tijdens de Waterlooveldtocht.

## Voorafgaand aan de Eerste Wereldoorlog
Na de Waterlooveldtocht verdwenen de legerkorpsen feitelijk uit de Britse legerstructuur. Alleen voor grootschalige oefeningen werden divisies tijdelijk gebundeld in een korps.
In 1876 werd een mobilisatieregeling voor acht legerkorpsen gepresenteerd. Het 1e Korps zou daarbij zijn basis krijgen in Colchester. Deze regeling werd in 1881 alweer afgeschaft. Het Stanhope Memorandum van 1891 (opgesteld door Edward Stanhope, toenmalig Minister van Oorlog) ging uit van het standpunt dat, na het voorzien van de personele behoeften van de garnizoenen en India, het leger in staat moest zijn drie complete legerkorpsen te mobiliseren ter verdediging van het thuisfront. Twee bestaande uit reguliere troepen en één deels uit milities, elk bestaande uit drie divisies. Alleen als aan deze behoeften was voorzien, hoopte men dat het mogelijk was twee legerkorpsen samen te stellen voor het onwaarschijnlijke geval van inzet in het buitenland. Toen de Tweede Boerenoorlog in Zuid-Afrika op uitbreken stond in september 1899, werd een legermacht gemobiliseerd die doorgaans aangeduid werd als Legerkorps of 1e Legerkorps. Dit korps werd vervolgens naar Kaapstad gestuurd. Het korps was vergelijkbaar met het 1e Legerkorps zoals bedoeld in het bestaande mobilisatieschema. Generaal Redvers Buller, voorheen bevelhebber van de troepen in de Aldershot-regio, nam het commando op zich. In Zuid-Afrika werden de drie divisies sterk verspreid en werd het Korps niet als eenheid ingezet.
In de "1901 Army Estimates", opgesteld door St John Brodrick, ging men uit van zes legerkorpsen gebaseerd op zes regionale commando's (Aldershot, Irish, Southern, Eastern, Northern en Scottish Command). Hiervan zouden alleen Aldershot Command (1e Korps) en Southern Command (2e Korps) volledig bestaan uit reguliere troepen. Deze regeling werd echter alleen theoretisch uitgevoerd, waardoor Aldershot Command de titel "1e Korps" toegevoegd kreeg. In 1907 werd haar naam veranderd in "Aldershot Korps" maar in 1908 was het weer gewoon "Aldershot Command". Na de "Haldane Hervormingen", genoemd naar toenmalig Minister van Oorlog Richard Haldane, werd het in 1907 de British Expeditionary Force. De British Expeditionary Force bestond volgens de planning uit 6 divisies die beschikbaar waren voor inzet overzee. Echter, alleen Aldershot Command bezat twee infanteriedivisies en voldoende andere legereenheden om een legerkorps-te-velde te kunnen vormen.

## Eerste Wereldoorlog
De vooroorlogse planning voor het British Expeditionary Force (BEF) voorzag niet in een tussenliggend hoofdkwartier tussen het hoofdkwartier van het Britse Leger en de zes divisies van het BEF. Men nam gevoeglijk aan dat de bevelhebber van Aldershot Command de bevelhebber zou worden van het 1e Legerkorps te velde. Bij de mobilisatie in augustus 1914 werd besloten aan te sluiten bij de Franse gewoonte om een korps te laten bestaan uit twee divisies. Derhalve kwam het BEF te bestaan uit drie korpsen (1e, 2e en 4e Korps). Douglas Haig, toenmalig commandant van Aldershot Command, vertrok daarom met zijn hoofdkwartier naar Frankrijk om daar het 1e Korps op te zetten. Hij kreeg de 1e infanteriedivisie en 2e infanteriedivisie mee als gevechtseenheden. Het Korps bleef gedurende de gehele Eerste Wereldoorlog aan het westfront. Het had slechts zijdelings te maken met de Slag om Mons. In 1914 kreeg het echter ook te maken met de zware slagen in de Eerste Slag om de Aisne en de Eerste Slag om Ieper. Andere grootschalige slagen waar het Korps bij betrokken was de Slag om Aubers Ridge in het voorjaar van 1915 en, samen met het Canadese Legerkorps, in de Slag om Heuvel 70 in augustus 1917. Het Korps nam in meer of mindere mate ook deel aan tal van andere slagen.

### Samenstelling van het 1e Legerkorps in de Eerste Wereldoorlog
De samenstelling van het legerkorps veranderde vaak. Een volledig overzicht is moeilijk samen te stellen, vandaar een aantal momentopnamen.

#### Slagorde bij de Slag bij Mons
Slagorde:
- Legerkorps Commandant: Luitenant-generaal Douglas Haig
  - Brigade-generaal, Generale Staf (BGGS): Brigade-generaal John Gough
  - Brigade-generaal, Royal Artillery: Brigade-generaal Henry Horne
  - Brigade-generaal, Royal Engineers: Brigade-generaal Spring Rice
- 1e Infanteriedivisie
- 2e Infanteriedivisie

Toegevoegde eenheden (20 augustus 1914)
- 1e Legerhoofdkwartier Verbindingscompanie, Royal Engineers
  - D (Air Line) Sectie
  - G, K & L (Kabel) Secties
- No 2 Section, 1st Printing Company, Royal Engineers
- No 1 Bridging Train, Royal Engineers (bruggenbouwers)
- B Squadron, North Irish Horse
- B Companie, 1e Bataljon Queen's Own Cameron Highlanders
- B & C Secties, No 19 Veldambulances, Royal Army Medical Corps

Tegen de tijd van de veldslagen van Aubers Ridge en Festubert (mei 1915) had het 1e Korps nog steeds de 1e en 2e infanteriedivisies onder haar bevel. Het korps was echter versterkt met de "47th (1/2nd London) Divisie" en de 1e Canadese Divisie. Toen aan het Westfront het tijdperk van de loopgravenoorlog was aangebroken (1915-1917) liet de British Expeditionary Force zijn legerkorpsen vaak lang in een sector aan het front staan. Op die manier leerden ook de hogere officieren het terrein goed kennen. De frontdivisies gingen wel mee in de gebruikelijke rotatie van rust, training, front en overplaatsingen.

#### Slagorde tijdens de opmars in Artois
Op 25 september, tijdens het Honderddagenoffensief, werd het 1e Legerkorps overgeplaatst vanuit het BEF naar het Britse 5e Leger onder William Birdwood.
- Legerkorps commandant:: luitenant-generaal Arthur Holland
  - Brigadegeneraal, Generale Staf (BGGS): brigadegeneraal G.V. Hordern
  - Deputy Adjutant & Quartermaster-General: brigadegeneraal N.G. Anderson
  - Commandant, Royal Artillery: brigadegeneraal H.C. Sheppard
  - Commandant, Zware Artillerie: brigadegeneraal F.G. Maunsell
  - Commandant, Royal Engineers: brigadegeneraal H.W. Gordon
- 15e (Schotse) Divisie
- 16e (Ierse) Divisie
- 55e (West Lancashire) Divisie (overgeplaatst naar het 3e legerkorps op 8 oktober 1918)
- 58e (2/1st London) Divisie (overgeplaatst van het 8e Korps/1e leger op 14 oktober 1918)

## Tweede Wereldoorlog
In het interbellum was het 1e Korps weer gewoon teruggekeerd naar Aldershot Command. In 1937 werd generaal John Dill benoemd tot bevelhebber van dit Command.

### Slag om Frankrijk
Tijdens de Tweede Wereldoorlog werd het 1e Legerkorps opnieuw toegevoegd aan de British Expeditionary Force en naar Frankrijk gezonden. Evenals in de Eerste Wereldoorlog werd Aldershot Command het 1e Legerkorps. John Dill, voorheen bevelhebber van Aldershot Command, fungeerde van 3 september tot 22 april als legerkorpscommandant. Luitenant-generaal Michael Barker nam het bevel over. Dit bleek een ongelukkige keus. Toen de Duitsers door de linies braken en het BEF tot de terugtocht werd gedwongen, kon hij de situatie totaal niet aan en overwoog overgave. Op advies van generaal-majoor Bernard Montgomery, commandant van het 2e Britse Legerkorps, verving Lord Gort Barker door generaal-majoor Harold Alexander. Onder aanvoering van generaal Alexander vormde het 1e Korps de achterhoede en vocht zich een weg terug naar Duinkerke. Pas nadat alle overgeblevenen van het 1e Korps veilig aan boord waren, verliet generaal Alexander zelf Duinkerke.

### Slagorde tijdens de Slag om Frankrijk
Slagorde op 10 mei 1940:
Legerkorps Commandant: luitenant-generaal Michael Barker
- 1e Infanteriedivisie
- 2e Infanteriedivisie
- 48e (South Midland) Divisie
- Royal Artillery[17]
  - 27e Army Field Regiment (21/24 & 37/47 Batterijen)[18]
  - 140e (5e London) Army Field Regiment (366 (10e London) & 367 (11e London) Batterijen)[19]
  - 3e Medium Regimentt (2/11 en 6/10 Batterijen)[20]
  - 5e Medium Regiment (15/17 en 20/21 Batterijen)[21]
  - 52e (East Lancashire) Lichte Luchtafweer Regiment (154, 155 & 156 Batterijen)[22]
  - 2e Lichte Luchtafweer Batterij
  - 1e Survey Regiment[23]
- Royal Engineers
  - 102e, 107e, 221e Army Field Companies
  - 105e Corps Field Park Company
  - 13e Corps Field Survey Company
- Infanterie—Zware Machinegeweren
  - 2e en 4e Bataljons The Cheshire Regiment
  - 2e Bataljon The Manchester Regiment

### Noordwest-Europa
Na de evacuatie uit Duinkerke verbleef het 1e Korps lange tijd in Groot-Brittannië. In juni 1944 keerde het terug op Franse bodem: het nam deel aan de landing in Normandië. Hier fungeerde het, samen met het Britse 30e Korps, als speerpunt van het Britse 2e Leger van de Britse 21e Legergroep. Na twee maanden van gevechten rond Caen werd het Korps op 1 augustus 1944 overgeplaatst naar het Canadese 1e Leger voor de rest van de campagne in Normandië en, tot 1 april 1945, de daarop volgende operaties in Noord-Frankrijk, België, Nederland en Duitsland. Op 1 april 1945 nam het hoofdkwartier van het 1e Korps de administratie en organisatie over van de logistieke activiteiten van de 21e Legergroep rond de haven van Antwerpen in België. Gedurende de campagne in Noord-West-Europa stond het legerkorps onder het commando van generaal John Crocker.

### Slagorde tijdens de veldtocht in Noordwest-Europa
- Legerkorps Commandant: Luitenant-generaal John Crocker
- Corps troops:[26]
  - The Inns of Court Regiment, Royal Armoured Corps (pantserwagens)
  - 62e Anti-Tank Regiment, RA (in november 1944 overgeplaatst naar het Britse 8e Leger)[27]
  - 102e Lichte Luchtafweer Regiment, RA[28]
  - 9e Survey Regiment, RA[29]
  - I Corps Troops, Royal Engineers
  - I Corps Signals

Toegevoegd:
- 4e Army Group, Royal Artillery[30]
  - 150e (South Nottinghamshire Hussars Yeomanry) Field Regiment, RA (op non-actief in januari 1945)[31]
  - 53e (London) Medium Regiment, RA (209 & 210 (London) Batteries)[32]
  - 65e Medium Regiment, RA (222 (Fraserborough) & 223 (Banffshire) Batteries)[33]
  - 68e Medium Regiment, RA (212 & 233 Batteries)[34]
  - 79e (Scottish Horse) Medium Regiment, RA[35]
  - 51e (Laagland) Regiment Zware Artillerie, RA[36]

Indelingen van Legerkorpsen bij Legers, en divisies bij legerkorpsen, wisselden geregeld gedurende de campagne:
Slagorde op 6 juni 1944
- Britse 3e Infanteriedivisie
- Canadese 3e Infanteriedivisie
- Britse 6e Luchtlandingsdivisie

Slagorde op 7 juli 1944
- Britse 3e Infanteriedivisie
- Canadese 3e Infanteriedivisie
- Britse 6e Luchtlandingsdivisie
- 51e (Hoogland) Infanteriedivisie
- 59e (Staffordshire) Infanteriedivisie

Slagorde op 1 augustus 1944 (als deel van het Canadese 1e Leger)
- 51e (Hoogland) Infanteriedivisie
- Britse 6e Luchtlandingsdivisie (keerde op 3 september 1944 terug naar Groot-Brittannië)
- 49e (West Riding) Infanteriedivisie

## Britse Leger van de Rijn
Na de Duitse nederlaag werd de 21e Legergroep omgezet in de British Army of the Rhine (BAOR). Het 1e Korps werd omgevormd tot een districtskorps met een administratieve rol. In 1947 werd het korps ontbonden.
In oktober 1951 werd het Korps weer geactiveerd. Het kreeg nu de rol van voornaamste gevechtseenheid van de BAOR voor het geval er een communistische invasie zou komen. Het Korps vestigde haar hoofdkwartier in Bielefeld. In maart 1952, na de heroprichting van de 6e Pantserdivisie bestond haar slagorde uit:
- 2e Infanteriedivisie
- Britse 6e Pantserdivisie
- Britse 7e Pantserdivisie
- Britse 11e Pantserdivisie

In het Korps was ook de Canadese bijdrage aan de NAVO in Europa opgenomen. Een gemechaniseerde brigade was onderdeel van de BAOR tot 1970. De omvang van deze brigade, 6700 man, was dusdanig dat het in Britse kringen bekendstond als een "Lichte Divisie".
Tijdens de reorganisatie in de periode 1958-1960 kwam het Korps te bestaan uit drie gemengde Pantser/Infanterie divisies waaronder vijf brigadegroepen. Deze brigadegroepen werden in 1965 samengevoegd in drie divisies. Door het einde van de dienstplicht liep de sterkte van de gehele BAOR terug van 77.000 man tot 55.000 man.
In de late jaren 70 werd het Korps opnieuw gereorganiseerd. Het kwam nu te bestaan uit vier in "battle groups" georganiseerde pantserdivisies en één infanterie "veldmacht" van ongeveer brigadegrootte. De slagorde werd toen:
- Britse 1e Pantserdivisie
- Britse 2e Pantserdivisie
- Britse 3e Pantserdivisie
- Britse 4e Pantserdivisie
- 5e Veldmacht (Infanterie)

Na het einde van de Koude Oorlog werd het Britse 1e Korps in 1992 omgevormd tot het "Navo Snelle Reactie Korps" (NATO Rapid Reaction Corps) onder de opperbevelhebber Europa van de Navo. De nieuwe naam van het Korps werd nu "Hoofdkwartier Geallieerd Commando Europa Snelle Reactie Korps" (Engels: Headquarters Allied Command Europe Rapid Reaction Corps; HQ ARRC). haar hoofdkwartier werd gevestigd in 1994 in Rheindahlen.

## Korpscommandanten
Deze lijst is niet compleet
- Luitenant-generaal Douglas Haig, (1914)
- Luitenant-generaal Charles Monro, (1915)
- Luitenant-generaal Hubert Gough, (1916)
- Luitenant-generaal Arthur Holland, (1918)
- Generaal John Dill, (1939–1940)
- Luitenant-generaal Michael Barker, (1940)
- Luitenant-generaal Harold Alexander, (1940)
- Luitenant-generaal Laurence Carr, (1940–1941)
- Luitenant-generaal Henry Willcox, (1941–1942)
- Luitenant-generaal Frederick Morgan, (1942–1943)
- Luitenant-generaal John Crocker, (1943–1945)
- Luitenant-generaal Sidney Kirkman, (1945)
- Luitenant-generaal Ivor Thomas, (1945–1947)

(N.B.: Het 1e Korps werd ontbonden in juni 1947 en heropgericht in oktober 1951.
- Luitenant-generaal Alfred Dudley Ward, (1951–1952)
- Luitenant-generaal James Cassels, (1953–1954)
- Luitenant-generaal Hugh Stockwell, (1954–1955)
- Luitenant-generaal Kenneth Darling, (1955–1956)
- Luitenant-generaal Harold Pyman, (1956–1958)
- Luitenant-generaal Michael West, (1958–1960)
- Luitenant-generaal Charles Jones (1960–1962)
- Luitenant-generaal Richard Goodwin, (1963–1966)
- Luitenant-generaal John Mogg, (1966–1968)
- Luitenant-generaal Mervyn Butler, (1968–1970)
- Luitenant-generaal John Sharp, (1970–1971)
- Luitenant-generaal Roland Gibbs, (1972–1974)
- Luitenant-generaal Jack Harman, (1974–1976)
- Luitenant-generaal Richard Worsley, (1976–1978)
- Luitenant-generaal Peter Leng, (1978–1980)
- Luitenant-generaal Nigel Bagnall, (1980–1983)
- Luitenant-generaal Martin Farndale, (1983–1985)
- Luitenant-generaal Brian Kenny, (1985–1987)
- Luitenant-generaal Peter Inge, (1987–1989)
- Luitenant-generaal Charles Guthrie, (1989–1991)
- Luitenant-generaal Jeremy Mackenzie, (1991–1992)